# Mike Leigh
Mike Leigh (ur. 20 lutego 1943 w Salford) – brytyjski reżyser filmowy, teatralny i telewizyjny oraz autor scenariuszy.

## Życiorys
Wychowywał się w rodzinie żydowskiej (rodzice zmienili oryginalne nazwisko „Lieberman” przed jego narodzinami). Ojciec był lekarzem w robotniczej miejscowości Salford w pobliżu Manchesteru.
Nakręcił wiele filmów, podejmując w nich zwykle „przyziemną” tematykę społeczną. Często określany jest również mianem naturalisty, gdyż nie unika drastycznych tematów i sposobów prezentacji. Akcja jego filmów toczy się przeważnie w Londynie.
Zadebiutował w 1972 filmem Ponure chwile, po czym kolejne siedemnaście lat poświęcił głównie twórczości teatralnej oraz telewizyjnej. Powrócił do kina w 1988, odnosząc międzynarodowy sukces i zdobywając przychylne opinie krytyki obrazem Wysokie aspiracje.
Laureat licznych nagród na europejskich festiwalach filmowych, m.in. nagrody dla najlepszego reżysera na 46. MFF w Cannes za film Nadzy (1993) oraz Złotej Palmy na 49. MFF w Cannes za Sekrety i kłamstwa (1996). W 2004 zdobył Złotego Lwa na 61. MFF w Wenecji za film Vera Drake, który został później trzykrotnie nominowany do Oscara (za najlepszy scenariusz, reżyserię i główną rolę kobiecą).
Wczesne sztuki, np. Orzechy w maju czy Przyjęcie Abigail miały raczej charakter nieco ponurej satyry na obyczaje klasy średniej, podczas gdy filmy z późniejszego okresu np. Nadzy i Vera Drake mają poważniejszy i brutalniejszy charakter, a koncentrują się bardziej na przedstawieniu klasy robotniczej. Cała twórczość Mike’a Leigha cechuje się jednak w sposób wyraźny realizmem i nastawieniem humanistycznym.
Zasiadał w jury konkursu głównego na 50. MFF w Cannes (1997). Przewodniczył obradom jury na 62. MFF w Berlinie (2012).

## Filmografia: reżyser
- 1971: Ponure chwile (Bleak Moments)
- 1973: Hard Labour
- 1975: The Permissive Society
- 1976: Orzechy w maju (Nuts in May) (TV)
- 1976: Knock for Knock
- 1977: Kiss of Death
- 1977: Przyjęcie Abigail (Abigail's Party) (TV)
- 1978: Who's Who
- 1980: Dorośli (Grown-Ups)
- 1982: Home Sweet Home
- 1982: The Five Minute Films
- 1984: Four Days in July
- 1984: Meantime
- 1987: Krótkie i kręcone (The Short and Curlies)

## reżyser cd.
- 1988: Wysokie aspiracje (High Hopes)
- 1990: Życie jest słodkie (Life Is Sweet)
- 1992: Two Mikes Don't Make a Wright
- 1992: A Sense of History
- 1993: Nadzy (Naked)
- 1996: Sekrety i kłamstwa (Secrets & Lies)
- 1997: Współlokatorki (Career Girls)
- 1999: Topsy-Turvy
- 2002: Wszystko albo nic (All or Nothing)
- 2003: Cinema16: British Short Films
- 2004: Vera Drake
- 2007: Happy-Go-Lucky, czyli co nas uszczęśliwia
- 2010: Kolejny rok (Another Year)
- 2014: Pan Turner

## scenarzysta
- 1971: Ponure chwile (Bleak Moments)
- 1976: Orzechy w maju (Nuts in May) (TV)
- 1976: Knock for Knock
- 1977: Przyjęcie Abigail (Abigail's Party) (TV)
- 1980: Dorośli (Grown-Ups)
- 1982: Home Sweet Home
- 1987: Krótkie i kręcone (The Short and Curlies)
- 1988: Wysokie aspiracje (High Hopes)
- 1990: Życie jest słodkie (Life Is Sweet)
- 1993: Nadzy (Naked)
- 1996: Sekrety i kłamstwa (Secrets & Lies)
- 1997: Współlokatorki (Career Girls)
- 1999: Topsy-Turvy
- 2002: Wszystko albo nic (All or Nothing)
- 2004: Vera Drake